# 2014年のNBAドラフト
2014年のNBAドラフトは2014年6月26日にニューヨーク市ブルックリン区にあるバークレイズ・センターにおいて開催された。同年5月20日に行われた抽選によってクリーブランド・キャバリアーズが史上初の2年連続全体1位指名権を獲得。NBA史上初の2巡目指名からシーズンMVPを受賞したニコラ・ヨキッチが誕生した年である。

## ドラフト指名

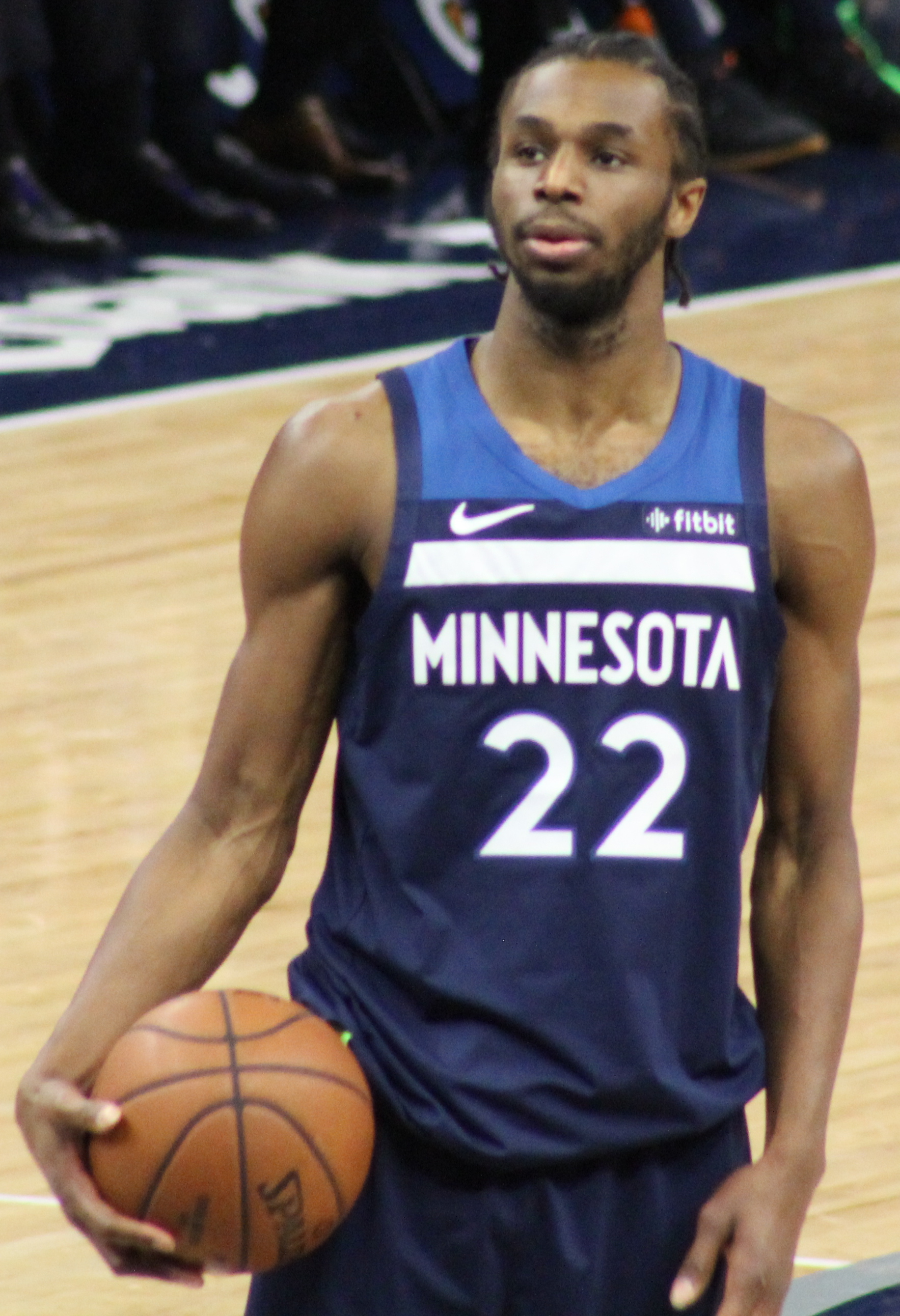
アンドリュー・ウィギンズは全体1位でクリーブランド・キャバリアーズに指名された（その後にミネソタへトレード）

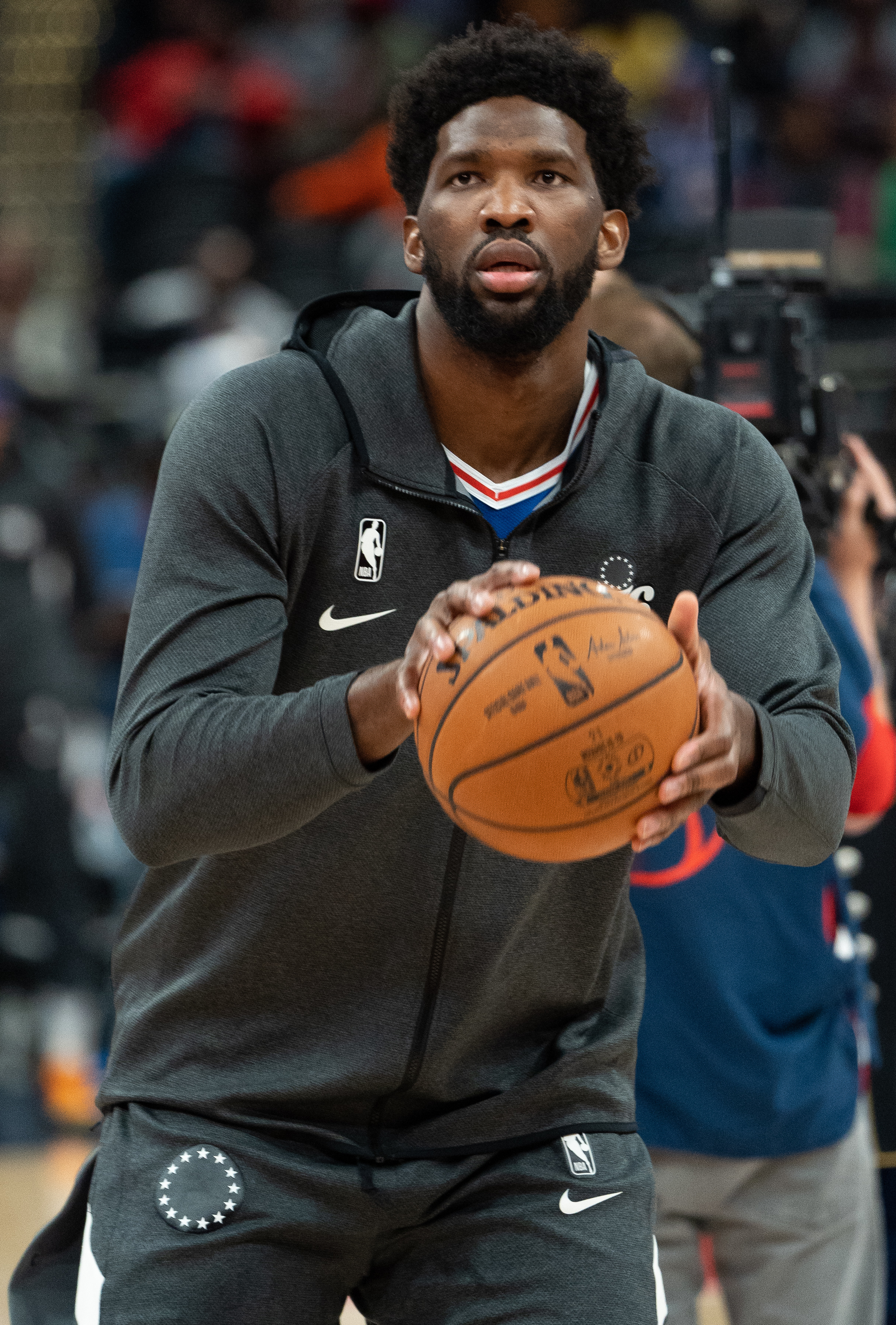
ジョエル・エンビードは全体3位でフィラデルフィア・76ersに指名された

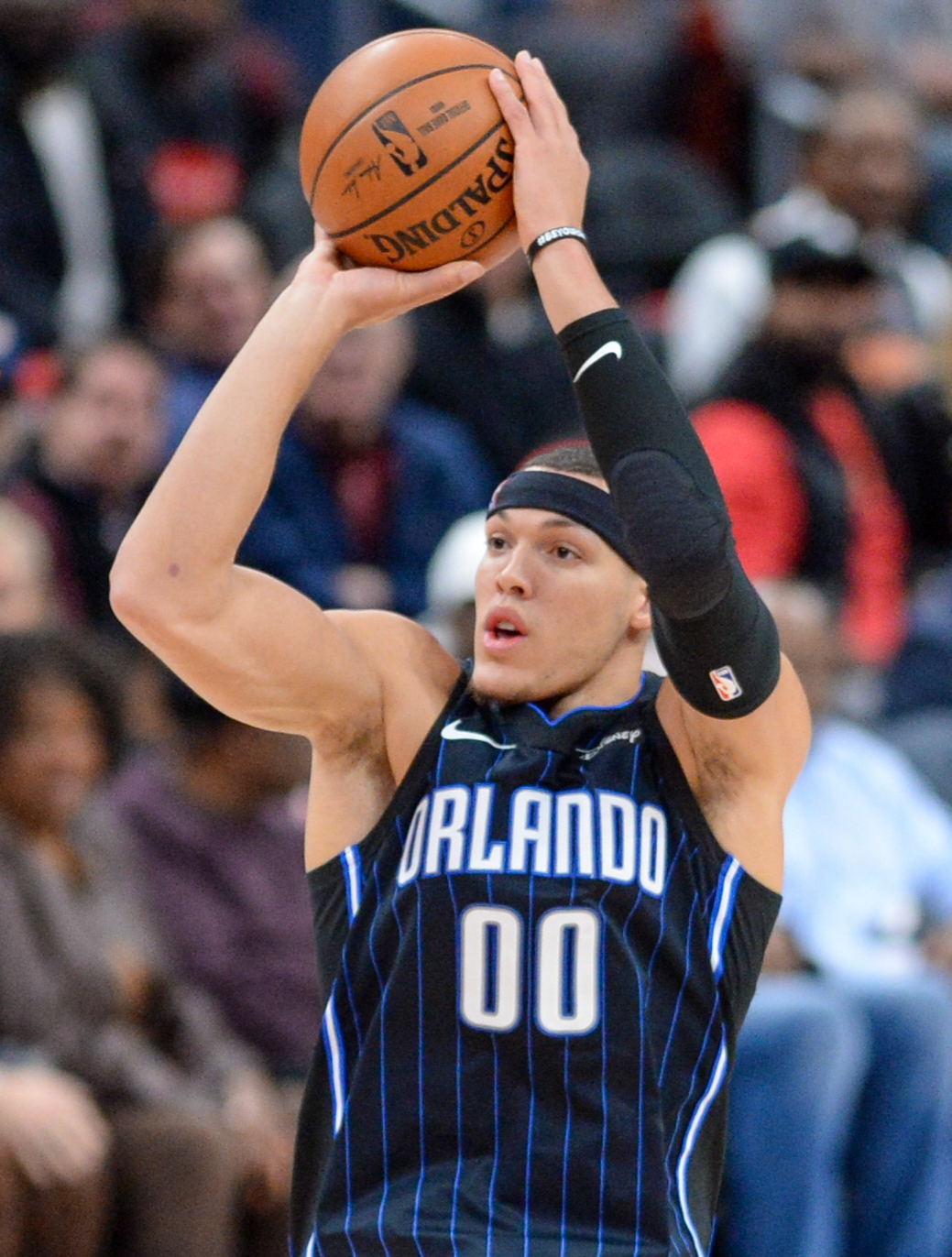
アーロン・ゴードンは全体4位でオーランド・マジックに指名された

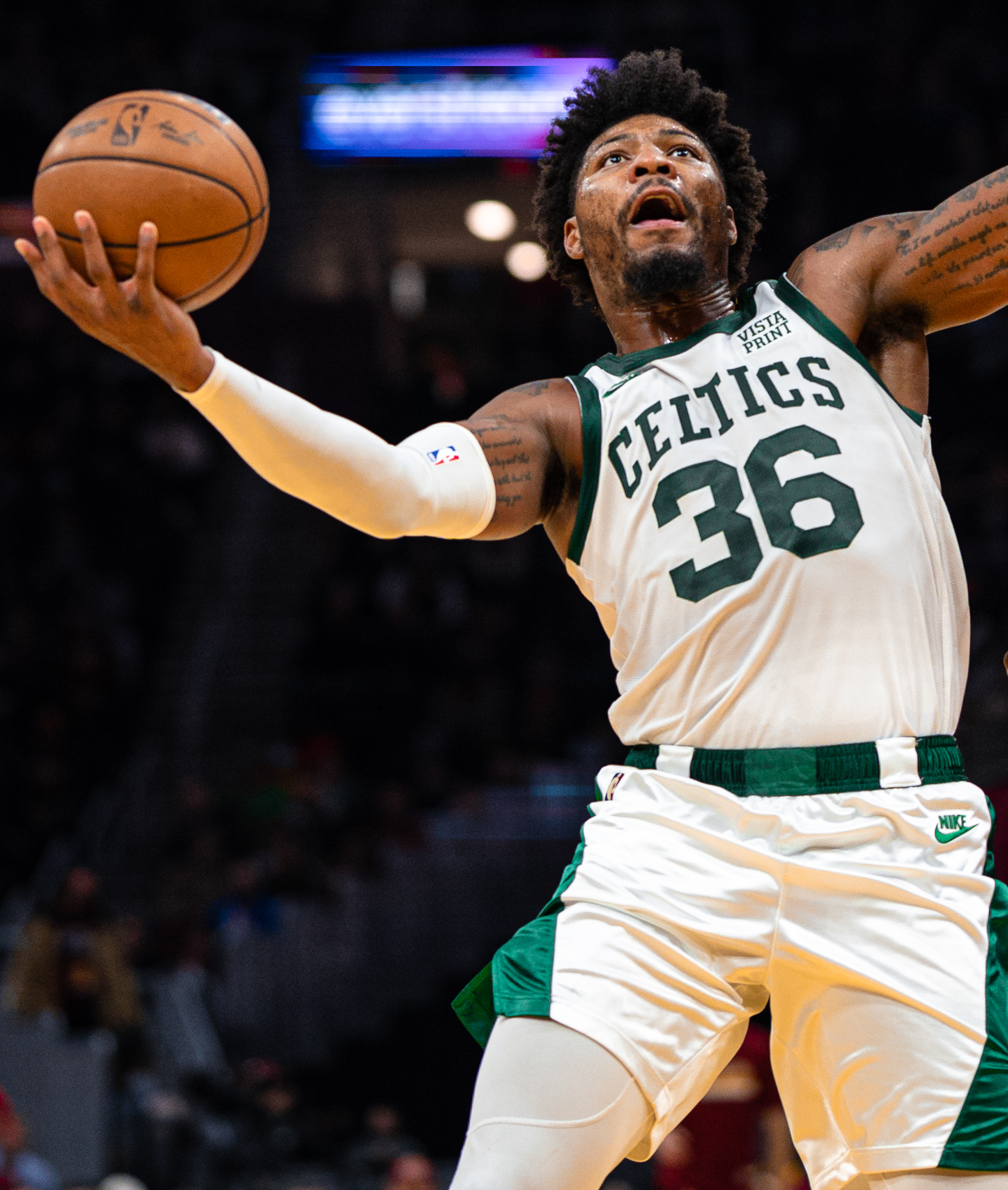
マーカス・スマートは全体6位でボストン・セルティックスに指名された

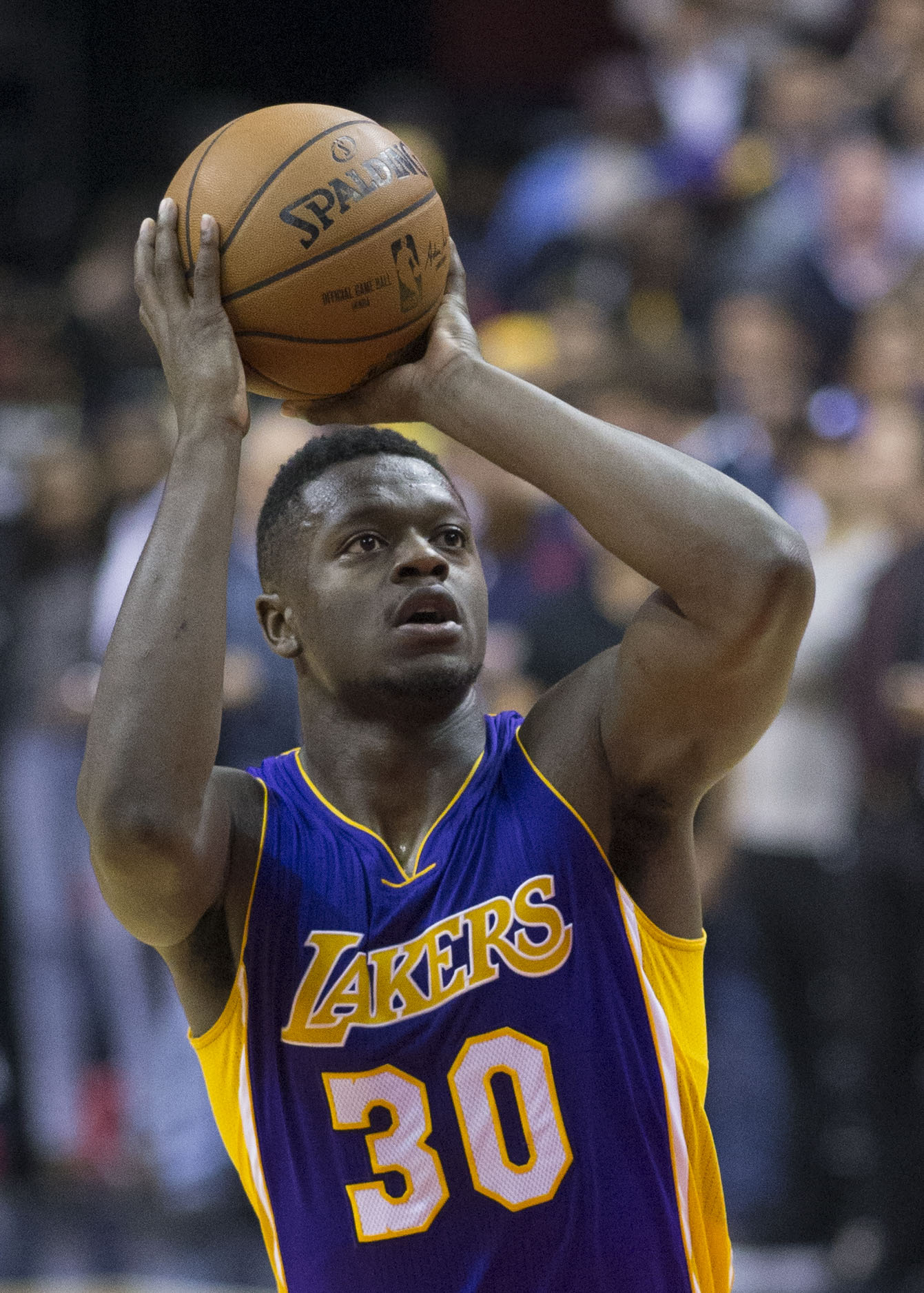
ジュリアス・ランドルは全体7位でロサンゼルス・レイカーズに指名された

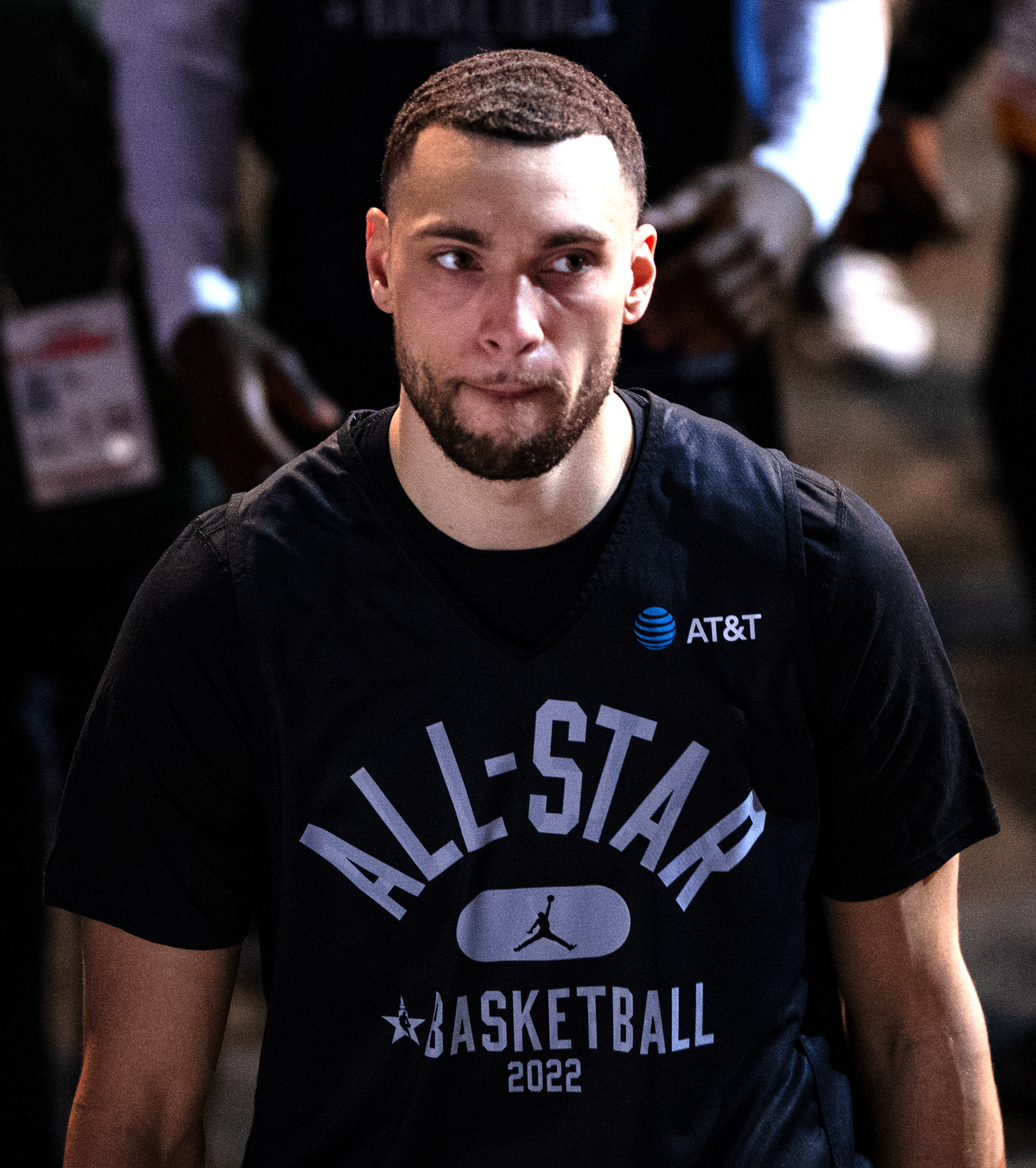
ザック・ラビーンは全体13位でミネソタ・ティンバーウルブズに指名された

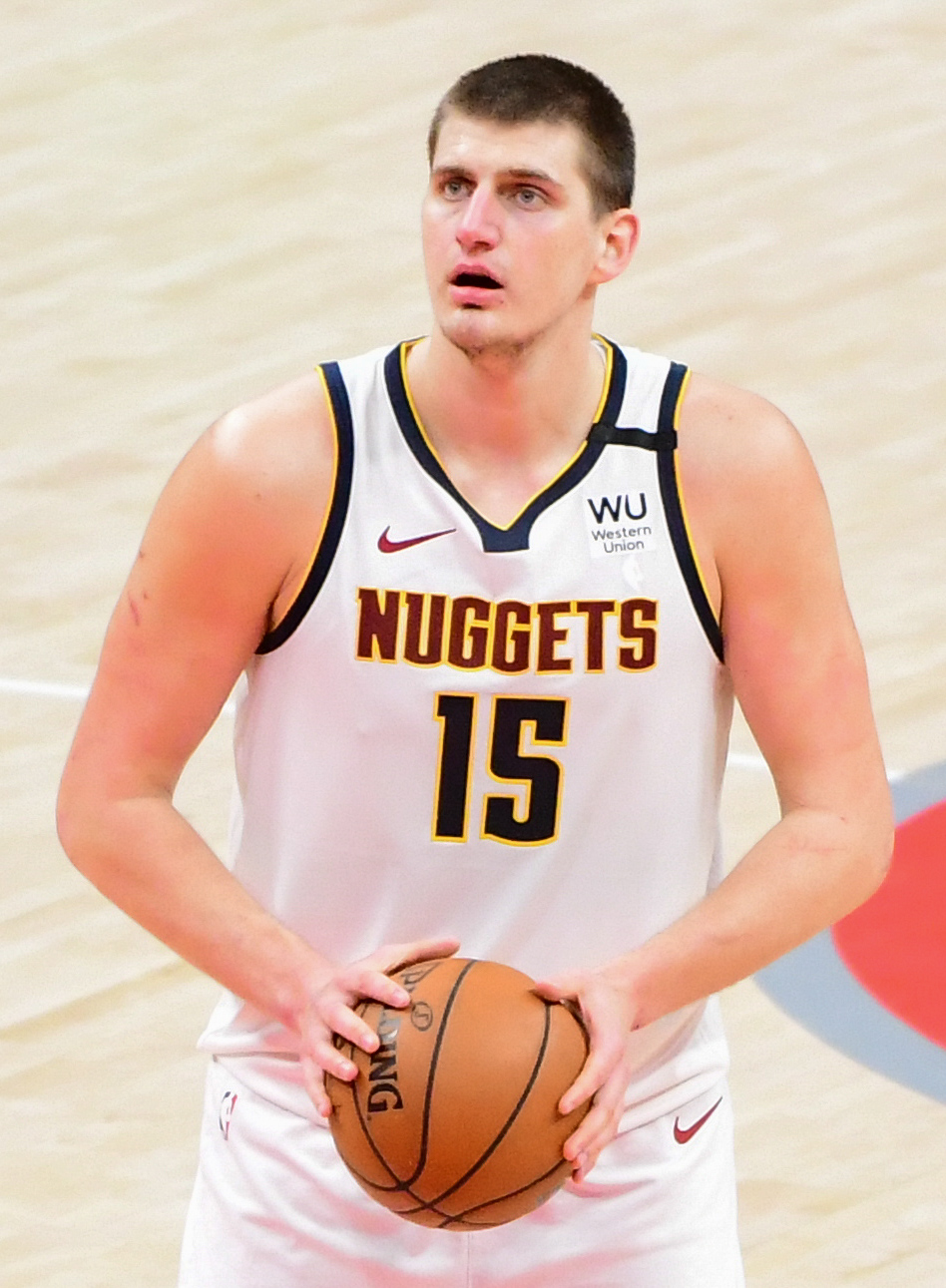
ニコラ・ヨキッチは全体41位でデンバー・ナゲッツに指名され、2巡目指名選手として史上唯一となるシーズンMVPを受賞している

| PG | ポイントガード | SG | シューティングガード | SF | スモールフォワード | PF | パワーフォワード | C | センター |

| * | バスケットボール殿堂入り      |
| ^ | 現役プレーヤー                |
| S | NBAオールスター               |
| A | オールNBAチーム               |
| R | NBAオールルーキーチーム       |
| D | NBAオールディフェンシブチーム |
| C | NBAチャンピオン               |
| # | NBAでのプレー経験なし         |
| M | シーズンMVP                   |

### 1巡目
| 指名順 | 選手名                       | 経歴 | POS.      | 国籍                     | 指名チーム                                                                               | 出身校など                        |
| ------ | ---------------------------- | ---- | --------- | ------------------------ | ---------------------------------------------------------------------------------------- | --------------------------------- |
| 1      | アンドリュー・ウィギンズ/ROY | SF   | S R C     | カナダ                   | クリーブランド・キャバリアーズ→ミネソタにトレード                                        | カンザス大学                      |
| 2      | ジャバリ・パーカー           | SF   |           | アメリカ合衆国           | ミルウォーキー・バックス                                                                 | デューク大学                      |
| 3      | ジョエル・エンビード         | C    | S A R D M | カメルーン               | フィラデルフィア・76ers                                                                  | カンザス大学                      |
| 4      | アーロン・ゴードン           | PF   | C         | アメリカ合衆国           | オーランド・マジック                                                                     | アリゾナ大学                      |
| 5      | ダンテ・エクザム             | PG   |           | オーストラリア           | ユタ・ジャズ                                                                             | オーストラリア国立スポーツ研究所  |
| 6      | マーカス・スマート           | PG   | R D       | アメリカ合衆国           | ボストン・セルティックス                                                                 | オクラホマ州立大学                |
| 7      | ジュリアス・ランドル         | PF   | S A       | アメリカ合衆国           | ロサンゼルス・レイカーズ                                                                 | ケンタッキー大学                  |
| 8      | ニック・スタウスカス         | SG   |           | カナダ                   | サクラメント・キングス                                                                   | ミシガン大学                      |
| 9      | ノア・ヴォンレー             | PF   |           | アメリカ合衆国           | シャーロット・ホーネッツ（デトロイトから）                                               | インディアナ大学                  |
| 10     | エルフリッド・ペイトン       | PG   | R         | アメリカ合衆国           | フィラデルフィア・セブンティシクサーズ（ニューオーリンズから）→オーランドにトレード      | ルイジアナ大学ラファイエット校    |
| 11     | ダグ・マクダーモット         | SF   |           | アメリカ合衆国           | デンバー・ナゲッツ→シカゴにトレード                                                      | クレイトン大学                    |
| 12     | ダリオ・サリッチ             | SF   | R         | クロアチア               | オーランド・マジック（ニューヨークからデンバーを経由して） →フィラデルフィアにトレード   | エフェス・ピルゼン S.K.（トルコ） |
| 13     | ザック・ラビーン             | SG   | S R       | アメリカ合衆国           | ミネソタ・ティンバーウルブズ                                                             | UCLA                              |
| 14     | T・J・ウォーレン             | SF   |           | アメリカ合衆国           | フェニックス・サンズ                                                                     | ノースカロライナ州立大学          |
| 15     | エイドリアン・ペイン         | PF   |           | アメリカ合衆国           | アトランタ・ホークス                                                                     | ミシガン州立大学                  |
| 16     | ユスフ・ヌルキッチ           | C    | R         | ボスニア・ヘルツェゴビナ | シカゴ・ブルズ（シャーロットから）→デンバーにトレード                                    | KK セデビタ（クロアチア）         |
| 17     | ジェームズ・ヤング           | SG   |           | アメリカ合衆国           | ボストン・セルティックス（ブルックリンから）                                             | ケンタッキー大学                  |
| 18     | タイラー・エニス             | PG   |           | カナダ                   | フェニックス・サンズ（ワシントンから）                                                   | シラキュース大学                  |
| 19     | ゲイリー・ハリス             | SG   |           | アメリカ合衆国           | シカゴ・ブルズ→デンバーにトレード                                                        | ミシガン州立大学                  |
| 20     | ブルーノ・カボクロ           | SF   |           | ブラジル                 | トロント・ラプターズ                                                                     | E.C.ピンヘイローズ（ブラジル）    |
| 21     | ミッチ・マゲーリー           | C    |           | アメリカ合衆国           | オクラホマシティ・サンダー（ダラスからロサンゼルス・レイカーズとヒューストンを経由して） | ミシガン大学                      |
| 22     | ジョーダン・アダムズ         | SG   |           | アメリカ合衆国           | メンフィス・グリズリーズ                                                                 | UCLA                              |
| 23     | ロドニー・フッド             | SF   |           | アメリカ合衆国           | ユタ・ジャズ（ゴールデンステートから）                                                   | デューク大学                      |
| 24     | シャバズ・ネイピアー         | PG   |           | アメリカ合衆国           | シャーロット・ホーネッツ（ポートランドから）→マイアミにトレード                          | UConn                             |
| 25     | クリント・カペラ             | PF   |           | スイス                   | ヒューストン・ロケッツ                                                                   | エラン・チャロン（フランス）      |
| 26     | P・J・ヘアストン             | SG   |           | アメリカ合衆国           | マイアミ・ヒート→シャーロットにトレード                                                  | テキサス・レジェンズ（NBADL)      |
| 27     | ボグダン・ボグダノヴィッチ   | SG   |           | セルビア                 | フェニックス・サンズ（インディアナから）→サクラメントにトレード                          | KKパルチザン（セルビア）          |
| 28     | C・J・ウィルコックス         | SG   |           | アメリカ合衆国           | ロサンゼルス・クリッパーズ                                                               | ワシントン大学                    |
| 29     | ジョシュ・ヒュースティス     | SF   |           | アメリカ合衆国           | オクラホマシティ・サンダー                                                               | スタンフォード大学                |
| 30     | カイル・アンダーソン         | SF   |           | アメリカ合衆国           | サンアントニオ・スパーズ                                                                 | UCLA                              |

### 2巡目
| 指名順 | 選手名                            | 経歴        | 国籍           | 指名チーム | 出身校など                                 |
| ------ | --------------------------------- | ----------- | -------------- | --- | ------------------------------------------ |
| 31     | ダミエン・イングリス (SF)         |             | フランス       | ミルウォーキー・バックス                                                                                         | コラール・ロアンヌ・バスケット（フランス） |
| 32     | K・J・マクダニエルズ (SF)         |             | アメリカ合衆国 | フィラデルフィア・76ers                                                                                          | クレムゾン大学                             |
| 33     | ジョー・ハリス (SG)               |             | アメリカ合衆国 | クリーブランド・キャバリアーズ（オーランドから）                                                                 | バージニア大学                             |
| 34     | クリアンソニー・アーリー (SF)     |             | アメリカ合衆国 | ニューヨーク・ニックス（ボストンからダラスを経由して）                                                           | ウィチタ州立大学                           |
| 35     | ジャーネル・ストークス (PF)       |             | アメリカ合衆国 | ユタ・ジャズ→メンフィスにトレード                                                                                | テネシー大学                               |
| 36     | ジョニー・オブライアント (PF)     |             | アメリカ合衆国 | ミルウォーキー・バックス（ロサンゼルス・レイカーズからフェニックスとミネソタを経由して）                         | ルイジアナ州立大学                         |
| 37     | ディアンドレ・ダニエルズ (SF)     | #           | アメリカ合衆国 | トロント・ラプターズ（サクラメントから）                                                                         | コネティカット大学                         |
| 38     | スペンサー・ディンウィディー (SG) |             | アメリカ合衆国 | デトロイト・ピストンズ                                                                                           | コロラド大学                               |
| 39     | ジェラミ・グラント (SF)           |             | アメリカ合衆国 | フィラデルフィア・76ers（クリーブランドから）                                                                    | シラキュース大学                           |
| 40     | グレン・ロビンソン3世 (SF)        |             | アメリカ合衆国 | ミネソタ・ティンバーウルブズ（ニューオーリンズから）                                                             | ミシガン大学                               |
| 41     | ニコラ・ヨキッチ (C)              | S A R C F M | セルビア       | デンバー・ナゲッツ                                                                                               | メガ・ビズラ（セルビア）                   |
| 42     | ニック・ジョンソン (SG)           |             | アメリカ合衆国 | ヒューストン・ロケッツ（ニューヨークから）                                                                       | アリゾナ大学                               |
| 43     | エディ・タバレス (C)              |             | カーボベルデ   | アトランタ・ホークス                                                                                             | CBグラン・カナリア（スペイン）             |
| 44     | マーケル・ブラウン (SG)           |             | アメリカ合衆国 | ミネソタ・ティンバーウルブズ→ブルックリンにトレード                                                              | オクラホマ州立大学                         |
| 45     | ドワイト・パウエル (PF)           |             | カナダ         | シャーロット・ホーネッツ→クリーブランドを経由してボストンにトレード                                              | スタンフォード大学                         |
| 46     | ジョーダン・クラークソン (PG)     | R           | アメリカ合衆国 | ワシントン・ウィザーズ→ロサンゼルス・レイカーズにトレード                                                        | ミズーリ大学                               |
| 47     | ラス・スミス (PG)                 |             | アメリカ合衆国 | フィラデルフィア・セブンティシクサーズ（ブルックリンからボストンとダラスを経由して） →ニューオーリンズにトレード | ルイビル大学                               |
| 48     | ラマー・パターソン (SG)           |             | アメリカ合衆国 | ミルウォーキー・バックス（トロントからフェニックスを経由して） →アトランタにトレード                             | ピッツバーグ大学                           |
| 49     | キャメロン・ベアストウ (PF)       |             | オーストラリア | シカゴ・ブルズ                                                                                                   | ニューメキシコ大学                         |
| 50     | アレック・ブラウン (C)            | #           | アメリカ合衆国 | フェニックス・サンズ                                                                                             | グリーンベイ大学                           |
| 51     | タナシス・アデトクンボ (SF)       | C           | ギリシャ       | ニューヨーク・ニックス（ダラスから）                                                                             | デラウェア・86ers（NBADL）                 |
| 52     | バシリエ・ミチッチ (PG)           |             | セルビア       | フィラデルフィア・76ers（メンフィスからクリーブランドを経由して）                                                | メガ・ビズラ（セルビア）                   |
| 53     | アレッサンドロ・ゲンティル (SF)   | #           | イタリア       | ミネソタ・ティンバーウルブズ（ゴールデンステートから）                                                           | オリンピア・ミラノ（イタリア）             |
| 54     | ネマーニャ・ダングビッチ (SG)     | #           | セルビア       | フィラデルフィア・セブンティシクサーズ（ヒューストンからミルウォーキーを経由して） →サンアントニオにトレード     | メガ・ビズラ（セルビア）                   |
| 55     | セマジェイ・クリストン (PG)       | #           | アメリカ合衆国 | マイアミ・ヒート→オクラホマシティにトレード                                                                      | ゼイビア大学                               |
| 56     | ロイ・デビン・マーブル (SG)       | #           | アメリカ合衆国 | デンバー・ナゲッツ（ポートランドから）→オーランドにトレード                                                      | アイオワ大学                               |
| 57     | ロイス・ラビリー (PF)             | #           | フランス       | インディアナ・ペイサーズ→ニューヨークにトレード                                                                  | パリ・ルヴァロイス・バスケット             |
| 58     | ジョーダン・マクレイ (SG)         | C           | アメリカ合衆国 | サンアントニオ・スパーズ（ロサンゼルス・クリッパーズからニューオーリンズを経由して） →フィラデルフィアにトレード | テネシー大学                               |
| 59     | ゼイビア・テムズ (PG)             | #           | アメリカ合衆国 | トロント・ラプターズ（オクラホマシティからニューヨークを経由して） →ブルックリンにトレード                       | サンディエゴ州立大学                       |
| 60     | コーリー・ジェファーソン (PF)     | #           | アメリカ合衆国 | サンアントニオ・スパーズ →フィラデルフィアを経由してブルックリンにトレード                                       | ベイラー大学                               |

## NBAから記念指名された選手
心臓に悪影響を及ぼす先天性のマルファン症候群によりNBA入りを断念する事になったベイラー大学のアイザイア・オースティンをNBAが記念に指名した。

## ドラフト外入団の主な選手
- ケム・バーチ (C) , ミシガン州立大学
- タリク・ブラック (PF), カンザス大学
- ジャバリ・ブラウン (SG), ミズーリ大学
- トーリー・クレイグ (SF), サウスカロライナ大学アップステート校（英語版）
- クリスティアーノ・フェリシオ (C) , ブラジル
- ティム・フレイジャー (PG) , ペンシルバニア州立大学
- ラングストン・ギャロウェイ (PG), セント・ジョセフ大学（英語版）
- タイラー・ジョンソン (SG) , カリフォルニア州立大学フレズノ校
- ショーン・キルパトリック (SG) , シンシナティ大学
- マキシ・クレバー (PF) , FCバイエルン・ミュンヘン（英語版）
- ジェームズ・マイケル・マカドゥー (PF) , ノースカロライナ大学
- ジャカール・サンプソン (PF) , セント・ジョンズ大学
- デビッド・ストックトン (PG) , ゴンザガ大学
- アクセル・トゥーパン (PF) , フランス